# Iveta Grófová
Iveta Grófová (n. 31 octombrie 1980, Trenčín, Republica Socialistă Cehoslovacia, Cehoslovacia) este o regizoare de film din Slovacia. A studiat la Academia de Arte Scenice din Bratislava - Vysoká škola múzických umení v Bratislave (VŠMU).

## Filmografie
- Made in Ash (Fabricat la As, 2012)[4][5]
- Piata loď (2017)

## Legături externe
- Iveta Grófová la Internet Movie Database

## Vezi și
- Listă de regizori slovaci